# Natalin (powiat lubelski)
Natalin – kolonia w Polsce położona w województwie lubelskim, w powiecie lubelskim, w gminie Jastków.
W latach 1975–1998 miejscowość należała administracyjnie do ówczesnego województwa lubelskiego.

Bezpośrednie sąsiedztwo Lublina sprawia to, że miejscowość traci charakter wsi, a staje się podmiejskim osiedlem mieszkalnym o zabudowie willowej.
Miejscowość stanowi sołectwo gminy Jastków. Według Narodowego Spisu Powszechnego z roku 2011 kolonia liczyła 455 mieszkańców.